# Twist Parade
 (mars 2023).
Si vous disposez d'ouvrages ou d'articles de référence ou si vous connaissez des sites web de qualité traitant du thème abordé ici, merci de compléter l'article en donnant les références utiles à sa vérifiabilité et en les liant à la section « Notes et références ».

Twist Parade est un court métrage français réalisé par Jean Herman, sorti en 1963.

## Synopsis
Montage d'images et de photographies accompagné par une musique rock, évocation d'un monde voué à la vitesse et à la violence.

## Fiche technique
- Titre : Twist Parade
- Réalisation : Jean Herman
- Photographie : Denys Clerval
- Pays d'origine : France
- Durée : 6 min
- Date de sortie : 1963

## Distinctions
- 1963 : Prix du meilleur film documentaire au Festival d'Oberhausen